# Distritos do Malawi
Malawi é dividido em 28  distritos dentro de três regiões:
- Região Central
  - 1– Dedza
  - 2– Dowa
  - 3– Kasungu
  - 4– Lilongwe
  - 5– Mchinji
  - 6– Nkhotakota
  - 7– Ntcheu
  - 8– Ntchisi
  - 9– Salima

- Região Norte
  - 10– Chitipa
  - 11– Karonga
  - 12– Likoma
  - 13– Mzimba
  - 14– Nkhata Bay
  - 15– Rumphi

- Região Sul
  - 16– Balaka
  - 17– Blantyre
  - 18– Chikwawa
  - 19– Chiradzulu
  - 20– Machinga
  - 21– Mangochi
  - 22– Mulanje
  - 23– Mwanza
  - 24– Nsanje
  - 25– Thyolo
  - 26– Phalombe
  - 27– Zomba
  - 28– Neno